# 양파의 음악정원
양파의 음악정원은 대한민국의 방송국 한국방송공사의 라디오 채널 KBS 해피FM에서 2018년 10월 1일부터 2020년 8월 30일까지 2년간 낮 12시부터 오후 2시까지 방송했던 라디오 프로그램이다. 이 프로그램은 수도권에서만 방송되며, 일부 지역에서는 KBS 쿨FM에서 전국으로 송출되는 정은지의 가요광장이 방송됐다.

## DJ
- 양파